# Zorkovac Vivodinski
Zorkovac Vivodinski is een plaats in de gemeente Ozalj in de Kroatische provincie Karlovac. De plaats telt 22 inwoners (2001).